# Unite por la Libertad y la Dignidad
Unite por la Libertad y la Dignidad, conocido como UNITE, es un partido político argentino. Cede su sello nacional y provincial para la presentación de candidatos en distintas provincias hasta llegar a nivel nacional. Fue creado en junio de 2019 con el objeto de llevar a José Luis Espert a la Presidencia de la nación en las elecciones de ese año. El partido ha recurrido con frecuencia a candidatos mediáticos.
El espacio se encuentra repartido entre fuerzas de derecha, con armado propio en algunas provincias. La mesa nacional declaró en marzo de 2023 su apoyo a la candidatura presidencial de Javier Milei. Sin embargo, se muestra en la justicia electoral que es el principal constructor de las candidaturas del Frente Liber.AR.

## Participación en política nacional
El armado del partido Unite en las provincias, responde o es cercano a dirigentes de los extintos Movimiento por la Dignidad y la Independencia (MODIN) y Partido del Campo Popular. La mesa nacional está encabezada por la santafesina Ana Brouwer, parte de los diputados provinciales que aún se mantienen en el espacio tras la exitosa elección provincial de 2019. El vicepresidente es el riojano Gustavo Canteros, actual miembro de la Convención Constituyente electa en la provincia.
En 2018 José Alejandro Bonacci, presidente del partido, decidió conformar el ultranacionalista Frente Patriota junto con el Partido del Campo Popular, Bandera Vecinal y el partido Gente en Acción. Se definieron como una alternativa nacionalista a la izquierda progresista y a la derecha liberal. Con disturbios en el partido, la alianza quedaría disuelta, sin participar en ninguna elección.
El partido en 2019, al conseguir la personería nacional, se decidió a llevar un candidato a presidente. Negoció con opciones provida, entre ellas Chinda Brandolino, pero se vio tentado por el affaire de José Luis Espert y el partido UNIR, por lo que apoyó y dio sello a la candidatura presidencial de Espert, con Luis Rosales como candidato a vicepresidente.
Con el paso del economista a Juntos por el Cambio en 2023, Unite decidió abandonarlo y apoyar la precandidatura de Javier Milei.
A pesar de esta posición, reivindicada en las redes y testimonios del partido y sus líderes, Unite por la Libertad y la Dignidad le dio el armado nacional y sello necesarios al Frente Liber.AR para presentar candidatos a presidente, vice y parlamentarios del Mercosur. Puede observarse una similitud en el diseño de las boletas de Unite en 2021 y las de Liber.AR en 2023.
Durante una audiencia judicial en la que José Bonacci y Raúl Castells estuvieron, Castells señaló que objetar la boleta de su partido por tener la imagen del Che Guevara que representa a los más pobres era una actitud de nazi. Bonacci intentó responder, pero el juez Lijo se lo impidió. A pesar de eso, Bonacci habló y dijo: “No soy nazi, soy fascista”.

## Propuestas
El Unite por la Libertad y la Dignidad, en su plataforma electoral aclararía sus propuestas:
Politica
- Juzgar la transparencia en el sector público, que es esencial para la legitimidad del Estado.
- Estructura estatal flexibilizada.
- Proceso estratégico-político de transformación estructural de las organizaciones estatales.

Economía y Empleo
- Intervención del estado en la organización de la sociedad.
- Desde el estado pretenden una política económica orientada a Ia comunidad.
- Apoyar a las empresas con potencial exportador y de generación de empleos, que deben facilitar que ingresen en Ia economía global.
- Aumentar Ia competitividad de las empresas argentinas para su inserción en el mercado internacional.
- Fortalecer el mercado interno en bienes de uso masivo.

Educación y Cultura
- La educación de nivel medio debe ser obligatoria.
- La educación pública sugieren que debe apuntar a la excelencia y a lo moderno.
- Reforma en las Universidades Públicas que facilite el ingreso a cualquiera sin tener en cuenta su nivel socioeconómico.
- Garantizar el acceso irrestricto a una atención sanitaria de excelencia en hospitales públicos, y personalizada para las personas de la tercera edad y con necesidades especiales.
- El Estado debe reservarse para sí los derechos de control último del sistema de salud.
- Alentar la investigación científica como política estatal estratégica en materia de salud, en conjunto con las Universidades.

Justicia
- El Estado debe asegurar la seguridad, el orden, los derechos humanos y Ia justicia.
- La politización de la justicia atenta contra la democracia.
- El Estado debe garantizar en cualquier circunstancia el respeto por las garantías individuales de los ciudadanos.

Acción Social
- El Estado debe garantizar una vivienda, alimentación y abrigo dignos, para cada uno de los ciudadanos.
- El Estado debe proveer una pensión a la persona retirada o con necesidades especiales, a su vez un seguro de desempleo para la reinserción laboral.
- Los planes de acción social deben ser otorgados enmarcados en un plan general de actividades que contribuyan a dar autosuficiencia.
- La utilización clientelista de los fondos destinados a la asistencia social debe ser condenada.

Relaciones Internacionales y de Defensa
- Paz Mundial.
- Cooperación internacional
- Libertad de cultos y la valoración étnica y cultural.
- El Estado debe garantizar la Defensa nacional, a través de sus Fuerzas Armadas.
- El Estado deberá proveerse de los medios de producción para la defensa.

Medio Ambiente
- El Estado debe asegurar el cuidado del medio ambiente, ofreciendo información sobre la preservación de este y obligando a todos los particulares a preservarlo y defenderlos.
- Los espacios verdes deben ser celosamente protegidos.
- El Estado debe garantizar la preservación de especies autóctonas. También, debe garantizar la prevención de todo tipo de contaminación y el tratamiento y reciclaje de los residuos industriales y domésticos.
- El almacenamiento de residuos nucleares de producción extranjera dentro del territorio nacional deben ser condenados.

Medios de Comunicación
- El Estado debe garantizar la libre expresión en la comunicación por ende evitando la fundación de monopolios.
- Se deberá garantizar el acceso a la propiedad de los medios de comunicación a los ciudadanos e instituciones intermediarias.

Defensa de la Vida
- En defensa de la vida desde su concepción hasta su fin natural. Cualquier legislación que supuestamente atente contra el derecho a la vida como el aborto, la eutanasia o la pena de muerte, entre otras, debe ser rechazada.

## Participación en política provincial
UNITE tiene personería política oficial en seis provincias argentinas: Capital Federal, Catamarca, Córdoba, La Rioja, Santa Fe y Santiago del Estero. En 2023, las sedes provinciales de Unite integran las siguientes alianzas:
| Provincia                        | Presidente              | Año de conformación | Alianza/s que integra | Alianza/s que integra |
| -------------------------------- | ----------------------- | ------------------- | --------------------- | --------------------- |
| Ciudad de Buenos Aires           | Lucía Montenegro        | 2019                |                       | La Libertad Avanza    |
| Provincia de Catamarca           | Claudia Josefina Acosta | 2015                |                       | La Libertad Avanza    |
| Provincia de Córdoba             | José Eduardo Villena    | 2015                |                       | Frente Liber.AR       |
| Provincia de La Rioja            | Gustavo Canteros        | 2021                |                       | Juntos por el Cambio  |
| Provincia de Santa Fe            | José Alejandro Bonacci  | 2013                |                       | La Libertad Avanza    |
| Provincia de Santiago del Estero | José del Valle Abdala   | 2018                |                       | Principios y Valores  |

### Ciudad de Buenos Aires
El denominado Partido Acción Ciudadana, fracasa en superar las PASO en sus intentos de 2011 y 2017, en este último caso con una alianza con el Partido Autonomista, que encabezaba la lista con "Pocho" Romero Feris; la lista a legisladores de CABA la encabezaba Lucía Montenegro.
En 2019 el partido adopta su nombre actual, en conjunto con el armado nacional. Se presentó candidato a Jefe de Gobierno, en conjunto a dos listas de legisladores y una lista de comuneros en 7 de las 15 comunas de la ciudad. El partido iría a internas en la categoría Jefe de Gobierno entre Mariquita Delvecchio, pareja de Carlos Maslatón y el productor teatral Roberto Valerstein, pero luego Delvecchio decidió bajarse por "incompatibilidad con su trabajo". Para la candidatura a la Legislatura, se presentaron dos listas, "Ola Celeste" en alusión al movimiento "provida" que estuvo en auge en esa época, y "Dignidad". La campaña fue orientada hacia la seguridad y la posición contra la legalización del aborto. La línea "Ola Celeste" ganó la interna a legisladores por un amplio margen, llegó a la elección general. Valerstein fue relegado al último lugar de la elección, con 994 votos (0,05 %). En octubre, Unite no conseguiría ninguna banca en la Legislatura, obtuvo un 1,79 %; porcentaje similar al obtenido por todas las listas de comuneros. 
Para las elecciones nacionales se presentó una lista única, "Ola Celeste", a las categorías de diputado y senador nacional. La lista de diputados fue encabezada por el abogado Nazareno Etchepare, María Luciana Minassian y Álvaro Luis Alsogaray, en la lista estuvo Lilia Lemoine. Para senadores nacionales fueron nombrados el exmilitar Oscar Racana y la economista Eliana Scialabba. Ambas superaron las PASO con un 3 %.
Entre las elecciones primarias y generales, trascendió que la segunda candidata a senadora Scialabba había sido detenida intentando robar mercadería de un supermercado; Espert le pidió la renuncia, su lugar sería ocupado por María Alejandra Astuena. En octubre, el porcentaje de votos cayó a 1,85 %; el partido no obtuvo ninguna banca.
Para 2021, Unite CABA se alió a La Libertad Avanza de Javier Milei, llevando a Lucía Montenegro, presidenta del partido, como segunda candidata a la legislatura, resultando ella electa con el 16,74 % de los votos. Lucía Montenegro en su gestión lleva 32 proyectos redactados (y otros 26 como coautora), enfocados en la eliminación de impuestos. En la categoría  de diputados nacionales Unite también apoyó a Milei, llegando al 17,04 % de los sufragios, logrando dos bancas en el Congreso.
En 2023, Unite apoya las listas de Milei presidente y Ramiro Marra Jefe de Gobierno, donde hubo lista de legisladores y de comuneros en las 15 comunas. Antonio Montenegro, tesorero del partido, iba de primer candidato a la Comuna 3, con la secretaria general, Ángela Calella.

### Catamarca
En septiembre de 2015 se conformó "Unite! por la Libertad y la Dignidad" Catamarca, con Brian Joel Montoya y Luis Alberto Décima como apoderados. El partido tuvo nula actividad hasta 2017, cuando figuró apoyando al Frente para la Victoria de Gustavo Saadi. En 2019 el partido presenta por única vez candidatos propios, llevando a Luis Décima como candidato a senador provincial por Valle Viejo, junto a una lista de concejales. La lista obtuvo un 0,70 % de los votos, no logrando superar las primarias.
En 2021, la presidenta del partido Claudia Acosta, pareja de Luis Décima, fue segunda candidata a senadora nacional de la Corriente de Pensamiento Bonaerense, logrando superar las PASO y alcanzando un 2,95 % de los votos. 
En 2023, el partido conforma junto al Movimiento de Integración y Desarrollo (MID) y al Partido Libertario, el frente La Libertad Avanza en la provincia, consiguió el aval de Milei para las elecciones provinciales y nacionales. Unite no contribuyó ningún candidato.

### Córdoba
Fundado en 2003 como Movimiento Patriótico, el partido Unite por la Libertad y la Dignidad Córdoba tuvo entre 2010 y 2016 la denominación de Partido del Campo Popular, cambió entonces a su nombre actual. Antes de cambiar de nombre a Unite participó en 2 elecciones (2007 como Movimiento Patriótico y 2011 como Partido del Campo Popular). Entre 2013 y 2017 apoyó al oficialista Unión por Córdoba, para en 2019 presentar lista propia plegada al armado de José Luis Espert. La lista, denominada "La Ola Celeste", fue encabezada por el tesorero del partido, Ariel Alfredo Dïaz, secundado por María Raquel Villena, Carlos Aguirre y Silvia Quiroga. El presidente del partido, José Villena, quien ocupó el quinto lugar de la lista, es un histórico dirigente del Partido del Campo Popular, precandidato a vicepresidente de la nación en el año 2011. Superaron las PASO y obtuvieron un 1,28 % de los votos, apenas inferior al porcentaje obtenido por Espert en la provincia.
También en 2019 Unite presentó candidatos a la Legislatura de Córdoba por distrito único y departamento Capital. La lista distrito único fue encabezada por José Villena, Olga Alcántara y Alberto Gercisich. Unite acabó última entre las opciones, recibió apenas un 0,16 % de los votos. Presentó candidaturas a intendente y concejales de la Capital, encabezadas por José Lomuoio, recibió 1.840 votos, un 0,26 % del total. En el interior presentó numerosas listas. Miriam Signorile obtuvo la presidencia comunal de Pincén en una coalición de radicales, justicialistas e independientes. Además en Bulnes triunfó el candidato de Unite, Martín Toselli (pasó a Unión por la Patria). Se registraron triunfos en Las Peñas Sud (con el justicialista Néstor Passero), Capilla de los Remedios (César Ñáñez, hoy miembro de Hacemos por Córdoba) y Devoto (con el ahora macrista Adrián Rinero). Fueron los primeros cargos ejecutivos en la historia del partido. Días más tarde se confirmó vía escrutinio definitivo otro triunfo, en Las Tapias, por apenas 8 votos, de la candidata a intendenta Luisa Díaz.
En 2021 para las elecciones legislativas, Unite se alió de nuevo al oficialismo cordobés.
En 2023 Unite no tuvo participación oficial en las elecciones provinciales, aunque algunos medios sugieren que fue parte del armado de Rodolfo Eiben para la Gobernación. De cara a las municipales se alió al MID para conformar el frente Somos Córdoba, que postuló a Juan Pablo Quinteros a la intendencia de la Capital. Somos Córdoba fue la cuarta fuerza de la ciudad, obtuvo un 2,42 % de los votos, apenas al borde de conseguir una banca de concejal. En el resto de la provincia presentó algunos candidatos, tras haber perdido la afinidad política de los cinco intendentes que había conseguido cuatro años atrás. Unite registró un nuevo triunfo, en La Posta, elegida como jefa comunal Tamara Rodríguez. Parte de la prensa nacional señala que Rodríguez está "referenciada en los libertarios", aunque el armado fue obra de personas cercanas al peronista Juan Blangino. El espacio Frente Liberal consiguió una intendencia, la de Rayo Cortado. 
Unite Córdoba es la única sección del partido con abierto apoyo a los candidatos del Frente Liber.AR. Lleva dos listas para diputados y Parlasur: "Del Campo Popular" en claro recuerdo al nombre anterior del partido, lleva a la abogada colombiana y panelista de televisión del Canal C, Ángela Burgos Niño. Su lista iría plegada a la candidatura de Julio Bárbaro a la presidencia. Por otro lado, la lista "DEMOS" acompañará la candidatura de Nazareno Etchepare a la presidencia, encabezada por Carlos Aguirre. Las dos precandidaturas al Parlasur están ocupadas por dirigentes del partido: Karina Pennesi y Ariel Alfredo Díaz.

### La Rioja
Unite La Rioja surge en el año 2021, liderado por Gustavo Canteros, quien fuera candidato a concejal por el frente Despertar en 2019. Obtuvo la personería política en octubre de 2022. A diferencia del resto del espacio, Unite La Rioja mantiene a José Luis Espert como referente, formando parte de Juntos por el Cambio al igual que el economista, y apoyando las listas de Vamos La Rioja a nivel elección provincial.
En 2023 Gustavo Canteros figura como segundo candidato a integrar la Convención Constituyente de la provincia, en la lista de Juntos por el Cambio, siendo electo por el 46,06 % de los votos. También hubo una lista de concejales en la Capital bajo la denominación Unite por la Libertad y la Dignidad, encabezada por Ivana Aballay Juárez, actualmente Directora de Organización y Promoción a la Comunidad de la intendencia de La Rioja.
A nivel presidencial el partido provincial no ha hecho ninguna declaración, aunque se mantiene en Juntos por el Cambio. Sin embargo, algunos miembros del partido se han presentado en las listas del Proyecto Joven para las elecciones de 2023. Rubén Córdoba Duarte encabeza la lista "DEMOS Libertad" del partido, mientras que Carlos Alberto Menem se postula al Parlasur. Originalmente la vicepresidenta del partido, Mailén Páez Francés había sido nombrada segunda precandidata al Parlasur por distrito nacional de la lista "DEMOS" de Liber.AR, aunque por motivos desconocidos fue removida de la lista final.

### Santa Fe
El nombre Unite! debuta en las elecciones de Santa Fe de 2013, con nombre completo "Unite con Fe por la Cultura, Educación y Trabajo". Resulta de una alianza entre los partidos de José Bonacci, MODIN y Partido del Campo Popular, con el moyanista Partido de la Cultura, Educación y Trabajo. La alianza lleva tres listas, dos del MODIN y una de CET. La lista "Unión por la Libertad y el Trabajo" de José Bonacci gana ajustadamente la interna contra la lista de CET "Unidos para Cambiar", y en conjunto llegan al 1,64 %, superando las PASO. La lista que compite en octubre resulta una mezcla de las tres listas originales, que cosecha el 1,47 % de los votos. La misma incluía a Ana Brouwer, esposa de Bonacci, al dirigente de Santo Tomé Carlos Kiryluk y a la duhalidsta funense Fani Dwonikowski, la representante de la lista de CET. 
A través de dicha alianza, Unite! despliega un enorme aparato político en la provincia, postulando candidatos a más de 400 cargos municipales. 32 listas de concejales en toda la provincia, más dos candidatos a intendente lograron superar las primarias. Fue segunda fuerza en las localidades de San José y Aldao; y obtuvo el 5,61 % en la ciudad de Rosario, donde Unite consiguió su primer cargo a concejal: el veterinario Carlos Cossia, que había sido secundado en la lista por Walter Ghione. En Funes consiguió un 9,62 %, en Pérez un 14,23 % y en San Lorenzo un 5,94 %. Unite! ganó en Timbúes frente al Partido Progreso Social, obteniendo un 49,51 % de los votos.
En noviembre de 2014, el Movimiento por la Dignidad y la Independencia local cambia su nombre a Unite por la Libertad y la Dignidad. El Partido del Campo Popular local presentaba los mismos apoderados hasta su disolución en 2018. Como MODIN, el partido presentó candidatos a gobernador en dos ocasiones (1995 y 2007) obteniendo porcentajes muy bajos. Además presentó en 2011 a José Bonacci como precandidato a presidente, no logrando superar las primarias.
En 2015 Unite! Santa Fe se presenta en las elecciones provinciales, superando las PASO y consiguiendo un positivo 3,83 % de los votos a nivel provincial, con la lista encabezada por Carlos Cossia y el casildense Roberto Meli; se planificó que la candidatura formara parte de la interna del Frente Renovador de Sergio Massa, aunque por pedido de los candidatos renovadores esto no sucedió. Unite presentó 171 candidatos a diversos puestos a nivel municipal. La gran mayoría no superó las PASO, con algunas excepciones. Se presentó un candidato a intendente en Carcarañá, Eduardo Roque Benedetto, que obtuvo un 2,06 % de los votos. Unite venció en las elecciones de miembros comunales de las localidades de Timbúes y Aldao, y fue segunda fuerza en Fray Luis Beltrán, superando al Frente Cívico y Social. José Bonacci se había postulado para concejal de Rosario, pero no superó las PASO. La lista de Laura Rosa López en Fray Luis Beltrán logró bancas al Concejo Deliberante.
En las elecciones legislativas nacionales de ese año Unite intentó participar con la lista "Gente en Acción", pero no pudo superar las PASO al obtener tan sólo un 0,20 % de los votos, superando solo al Partido del Campo Popular. A nivel presidencial no hay un pronunciamiento oficial, aunque Cossia llamó a votar por Daniel Scioli.
En 2016 el concejal Carlos Cossia tuvo un enfrentamiento legal con Unite tras su afiliación al Partido Justicialista, agravada por una denuncia de cohecho realizada por José Bonacci. Esta situación selló la salida de Cossia de Unite, conformando el bloque Peronismo Solidario.
Para 2017, Unite se inscribe a las PASO con nueve listas diferentes, mostrándose como un partido atrapalotodo que buscaba llegar a las elecciones generales. Una de las listas estuvo integrada por radicales disidentes a los que se les había impedido competir dentro de Cambiemos. Otras dos listas fueron lideradas por gente del espacio, "Nueva Democracia" (José Bonacci) y "Esperanza Santafesina" (Cristian Rodríguez). También le prestaron espacio a partidos menores para participar. La lista radical triunfó estruendosamente en la interna con más del 80 % del total de votos para Unite, que logra en conjunto un 6,48 % de los votos en la primaria, desinflándose a un 3,84 % en las legislativas. Por otro lado, el ya separado Carlos Cossia presentó lista en el Espacio Grande, encabezada por Walter Ghione.
A nivel provincial se desarrollaron elecciones municipales, en las que Unite desplegó un importante aparato político provincial, con 348 candidatos para concejalías y comunas en 21 localidades de la provincia, incluyendo Santa Fe, Rosario y Rafaela. Logró superar las PASO en 15 localidades pequeñas, siendo Tostado y Arroyo Seco las más relevantes. El partido volvió a triunfar en Timbúes, y fue primera fuerza en otras seis localidades (Villa Guillermina, Godeken, Los Quirquinchos, Piñero, Traill y Las Petacas). Con ello, Unite logró 104 puestos en cargos municipales de la provincia, incluyendo a Iván Barrionuevo como concejal de Tostado, quien automáticamente se plegó al bloque Juntos por Tostado.

#### Llegada de Amalia Granata
Para 2019, Unite presentó lista de diputados provinciales, con un ligero cambio de nombre, llamándose "Unite por la Familia y por la Vida", en concordancia con el lineamiento nacional del espacio de militar el voto en contra del aborto legal. Logró una alianza con el Partido Popular, que años atrás había insertado a Amalia Granata en la política. También se sumó al espacio el Partido del Campo Popular. A pesar de que Granata pensaba ingresar a la política desde Cambiemos, finalmente aceptó ser primera candidata a diputada provincial por Unite. La lista se compuso de varios dirigentes evangélicos y activistas provida, y escasa a nula relación con el armado original del partido Unite. Si bien el porcentaje obtenido en las primarias es discreto (5,71 %), el partido se convirtió en la tercera fuerza provincial en las elecciones generales, por encima de Juntos por el Cambio, con un 16,63 % de los votos. Esto significa la entrada de seis diputados de la lista al Congreso: Amalia Granata, Walter Ghione, Nicolás Mayoraz, Betina Florito, Juan Argañaraz y Natalia Armas Belavi. Unite presentó 3 candidatos a senador provincial que alcanzaron el 3 % de los votos en sus respectivos departamentos.
A nivel municipal, Unite presentó candidatos a la intendencia de Santa Fe y Villa Constitución, como así también candidatos a concejales y miembros comunales en otras 31 localidades, incluyendo Rosario. En Villa Constitución la lista de concejales llegó al 10,42 %. En Santa Fe, la candidata a intendente Luz Balbastro llegó al 5,75 %. La lista de concejales de Rosario llegó al 7,23 % de los votos, consiguiendo meter en el Concejo a Ariel "La Chancha" Cozzoni, tras una interna de 8 listas, una conformada por el Proyecto Joven de Yamil Salerno, una nueva agrupación local. Unite retuvo Villa Guillermina, Las Petacas y Timbúes, volvió a ganar en Aldao y triunfó en Díaz y Fortín Olmos.
Para las elecciones legislativas nacionales, Unite llevó una lista con su nombre tradicional, plegada a la candidatura de Espert a la presidencia, con la presencia de Ana Brouwer, presidenta del partido, como segunda candidata a diputada nacional, por debajo de Gonzalo Mansilla de Souza, de la UCeDé. La lista superó las PASO y en octubre logró un 2,32 % de los votos. En noviembre de 2019, a días de asumir, Granata y Florito rompieron con el bloque Unite, declarando que se centrarán en la militancia provida: "Dentro de la causa por la defensa de la vida, todo. Fuera de ella, nada".
En 2021, Unite por la Libertad y la Dignidad presenta listas para diputados y senadores nacionales. Debió prescindir de Amalia Granata, que decidió unirse a Juntos por el Cambio. La lista "Somos Vida" a diputados fue encabezada por la boxeadora Alejandra "Locomotora" Oliveras, en tanto que la lista a senadores es liderada por la aliada de Granata, Betina Florito. Unite consigue el 3,90 % de los votos con estas listas. Durante 2021 también se desarrollaron elecciones municipales en Santa Fe. Unite presentó candidatos en 18 localidades de la provincia, superando las primarias en Tostado; no logró avanzar en todos los demás distritos de gran población. En Rosario había presentado al futbolista Hernán "Sapito" Encina, compitiendo contra otras 7 listas, entre ellas dos opciones libertarias. En las generales sorprendió triunfando en Tostado, ingresando Andrés Cagliero al Concejo. También ganó en la comuna Santa Margarita. Logró retener Aldao (fue única lista en este último), abandonó Villa Guillermina y perdió en Timbúes por primera vez desde su creación.
El grupo de diputados electos continuó fragmentándose. Florito rompió con Granata para conformar el bloque Encuentro Republicano Federal, que responde a Juntos por el Cambio. En 2022, Walter Ghione formó el bloque UNO, también macrista. En resumen, en el bloque original de 6 miembros de Unite, denominado "Vida y Familia", se mantienen Nicolás Mayoraz y Natalia Armas. Juan Domingo Argañaraz se separó en abril de 2023, conformando el bloque Inspirar, aunque se mantiene dentro de Unite en tanto tome forma su partido político.
De cara a las elecciones provinciales de 2023, Amalia Granata retornó al espacio con el objetivo de renovar su banca. Fue aceptada y encabeza la lista a diputados provinciales, que adopta un discurso "anti-casta". La secundan el abogado provida reconquistense Emiliano Peralta y la diseñadora Alicia Azanza. Ana Brouwer también está presente en la lista. Unite llevará candidatos a senador en Nueve de Julio (segundo en las PASO con 20,55 %) y San Lorenzo. Juan Argañaraz y Natalia Armas abandonaron el espacio para presentarse en las internas de Viva la Libertad. Por su parte, Ghione y Florito forman parte de las candidaturas de Unidos para Cambiar Santa Fe. La lista de Amalia Granata consiguió un 6,62 % de los votos en las PASO, siendo la segunda candidatura más elegida y la tercera fuerza, a la espera de los resultados finales.
A nivel municipal, Unite se presentó con candidatos a concejal, intendente y miembros comunales en 29 localidades, incluyendo 7 candidatos a intendente. De ellos, Andrés Cagliero en Tostado, director del hospital local, fue la opción más votada, con un 29% de los votos, posicionándolo como favorito a ganar la elección. Cozzoni decidió ir por la reelección dentro de otro espacio, el Frente Esperanza.
Para las elecciones legislativas nacionales, Unite conformó junto al Partido Demócrata la alianza La Libertad Avanza, que irá plegada a la boleta de Javier Milei. Amalia Granata habría tenido influencia en esta alianza. Entre muchos candidatos independientes y de fuerzas libertarias, Rocío Bonacci, hija de José, y Nicolás Mayoraz figuran como candidatos a diputados nacionales.

### Santiago del Estero
En 2018 se conforma el partido Unite por la Libertad y la Dignidad Santiago del Estero. En 2019 se presentan a elecciones con la lista "Provida" para diputados y senadores, alcanzando un 0,75 % de los votos. El presidente del partido, José del Valle Abdala, encabezaba la lista para la cámara baja, enfatizando que Unite llevaría boleta corta. Ratificó que el propósito del partido era la oposición a la ley de aborto legal en Argentina.
En 2021, para las elecciones nacionales Unite permitió a Cruzada Santiagueña competir en una interna. José Robledo, María Infante del Castaño y Álvaro Salazar fueron los candidatos de Unite, en una lista denominada "Voces Libertarias". Cruzada Santiagueña venció en la interna por un escaso margen, llegando a las PASO por el total de 2,45 % obtenido entre ambas listas. Voces Libertarias llevaría luego un candidato a gobernador y candidatos a diputados provinciales, aunque éstos fueron ajenos a Unite y resistidos por la militancia libertaria. El mismo José Robledo estuvo involucrado en el armado local del Partido Libertario, el cual apoya a las listas de Unite en la provincia. Además, María Infante del Castaño es la apoderada del Partido Libertario.
Unite no tuvo participación en las elecciones municipales de Santiago del Estero, aunque hubo candidatos liberales en La Banda y Santiago del Estero.
En 2023, Unite por la Libertad y la Dignidad firma un acuerdo con Principios y Valores para llevar su nombre en la boleta. Unite lleva dos listas: la primera mantiene su referencia al libertarismo ("Voces Libertarias"), e incluye un logo alusivo al Partido Libertario; en esta lista repiten presencia Robledo y Álvaro Salazar. La otra lista, denominada "Por los Valores", presenta a Nelson Coronel como primer precandidato a diputado nacional, junto a Lucía Véliz, Guillermo Cano y Natalia Robledo. Para el Parlasur se postulan Carlos Leguizamón y Matías Coronel. No hubo ninguna declaración del partido apoyando las candidaturas nacionales del espacio dirigido por Guillermo Moreno, ni reivindicación alguna a sus propuestas, manteniendo los candidatos el enfoque liberal de sus ideas.

### Provincia de Buenos Aires
Unite por la Libertad y la Dignidad no tiene personería política en Buenos Aires. En 2019, cuando Espert se presenta a la presidencia, llevó una serie de candidaturas a diputados y gobernador, aunque la salida del partido UNIR significó la imposibilidad de llevar a cabo estas candidaturas.
En 2021 inició una incursión para llevar candidatos propios en la provincia. Para ello se recurrió al armado de Yamil Salerno, santafesino apoderado del Proyecto Joven y vinculado a Unite desde 2017, y al Partido Vocación Social, el cual brindó la personería política. El espacio consultó a la modelo y panelista Cinthia Fernández sobre la posibilidad de encabezar el proyecto, lo cual ella aceptó, volviéndose primer candidata a diputada nacional por el espacio. La lista se completó con el presidente del partido nacional José Alejandro Bonacci, María Durán Sáenz (docente de la UAI), Gustavo Canteros (el presidente de Unite La Rioja) y Nélida Pujato. La campaña se mantuvo en un tono neutro, a excepción de una crítica a Patricia Bullrich respecto a una denuncia recibida por políticos de su espacio. Unite por Buenos Aires recibió el 1,17 % de los votos de la provincia sin lograr avanzar a la elección general, aunque fue la segunda opción más votada entre los privados de la libertad.
Además, Unite llevó listas de diputados y senadores provinciales a todas las secciones de la provincia menos la Sexta, donde solamente presentó concejales de Bahía Blanca. Ninguna lista provincial superó las PASO, aunque algunas obtuvieron porcentajes superiores a los de Cinthia Fernández. Una de estas listas fue encabezada por el propio Yamil Salerno. Unite presentó listas de concejales en varios partidos, superando las PASO en 4: Marcos Paz, Ramallo, San Vicente y 25 de Mayo. Por nombres se destaca la candidatura de César "Conejo" Tarantini en Ezeiza. En Marcos Paz obtuvo 6,19 % siendo tercera fuerza de la mano del músico Carlos Tobar, en tanto que en los demás distritos obtuvo 1,80 %, 0,86 % y 0,99 %, respectivamente.
Posterior a las elecciones no hubo novedades en el armado del partido, estando ausente para las elecciones 2023.

## Representantes

### Congreso Nacional

#### Cámara de Diputados
| Bloque La Libertad Avanza Presidente: Gabriel Bornoroni | Bloque La Libertad Avanza Presidente: Gabriel Bornoroni | Bloque La Libertad Avanza Presidente: Gabriel Bornoroni | Bloque La Libertad Avanza Presidente: Gabriel Bornoroni | Bloque La Libertad Avanza Presidente: Gabriel Bornoroni |
| Retrato                                                 | Nombre                                                  | Provincia                                               | Mandato                                                 | Mandato                                                 |
| Retrato                                                 | Nombre                                                  | Provincia                                               | Inicio                                                  | Fin                                                     |
| ------------------------------------------------------- | ------------------------------------------------------- | ------------------------------------------------------- | ------------------------------------------------------- | ------------------------------------------------------- |
|                                                         | Rocío Bonacci                                           | Santa Fe                                                | 2023                                                    | 2027                                                    |

### Legislaturas provinciales
| Provincia              | Alianza política | Alianza política                    | Órgano legislativo       | Bloque               | Legislador       | Mandato   |
| ---------------------- | ---------------- | ----------------------------------- | ------------------------ | -------------------- | ---------------- | --------- |
| Ciudad de Buenos Aires |                  | La Libertad Avanza                  | Legislatura              | La Libertad Avanza   | Lucía Montenegro | 2021-2025 |
| Santa Fe               |                  | Unite por la Libertad y la Dignidad | Cámara de diputados      | Somos Vida           | Amalia Granata   | 2023-2027 |
| Santa Fe               | Emiliano Peralta | Unite por la Libertad y la Dignidad | Cámara de diputados      | Somos Vida           | 2023-2027        |           |
| Santa Fe               | Alicia Azanza    | Unite por la Libertad y la Dignidad | Cámara de diputados      | Somos Vida           | 2023-2027        |           |
| Santa Fe               | Edgardo Porfiri  | Unite por la Libertad y la Dignidad | Cámara de diputados      | Somos Vida           | 2023-2027        |           |
| Santa Fe               | Beatriz Brouwer  | Unite por la Libertad y la Dignidad | Cámara de diputados      | Somos Vida           | 2023-2027        |           |
| Santa Fe               | Omar Paredes     | Unite por la Libertad y la Dignidad | Cámara de diputados      | Somos Vida           | 2023-2027        |           |
| Santa Fe               | Silvia Malfesi   | Unite por la Libertad y la Dignidad | Cámara de diputados      | Somos Vida           | 2023-2027        |           |
| La Rioja               |                  | Juntos por el Cambio                | Convención Constituyente | Juntos por el Cambio | Gustavo Canteros | 2023-     |

### Otros cargos
| Provincia | Nombre           | Cargo                 | Alianza/Bloque | Alianza/Bloque | Período del Cargo |
| --------- | ---------------- | --------------------- | -------------- | -------------- | ----------------- |
| Córdoba   | Tamara Rodríguez | Pte. Comunal La Posta |                | Unite          | 2023-2027         |
| Santa Fe  | Andrés Cagliero  | Concejal de Tostado   |                | Unite          | 2021-2025         |

## Resultados electorales

### Elecciones presidenciales
| Año  | Fórmula                                                       | Fórmula                                                       | Fórmula                                                       | Fórmula                                                       | Votos                                                         | %                                                             | Resultado                                                     | Coalición                                                     |
| Año  | Presidente                                                    | Presidente                                                    | Vicepresidente                                                | Vicepresidente                                                | Votos                                                         | %                                                             | Resultado                                                     | Coalición                                                     |
| ---- | ------------------------------------------------------------- | ------------------------------------------------------------- | ------------------------------------------------------------- | ------------------------------------------------------------- | ------------------------------------------------------------- | ------------------------------------------------------------- | ------------------------------------------------------------- | ------------------------------------------------------------- |
| 2011 | Para ver comportamiento en elecciones anteriores, véase MODIN | Para ver comportamiento en elecciones anteriores, véase MODIN | Para ver comportamiento en elecciones anteriores, véase MODIN | Para ver comportamiento en elecciones anteriores, véase MODIN | Para ver comportamiento en elecciones anteriores, véase MODIN | Para ver comportamiento en elecciones anteriores, véase MODIN | Para ver comportamiento en elecciones anteriores, véase MODIN | Para ver comportamiento en elecciones anteriores, véase MODIN |
| 2015 | No se presentó                                                | No se presentó                                                | No se presentó                                                | No se presentó                                                | No se presentó                                                | No se presentó                                                | No se presentó                                                | Ninguna                                                       |
| 2019 |                                                               | José Luis Espert                                              |                                                               | Luis Rosales                                                  | 394 207                                                       | \| \| 1.47 % \|                                               | 6° Lugar                                                      | Frente Despertar                                              |
| 2023 | No logró superar las elecciones primarias                     | No logró superar las elecciones primarias                     | No logró superar las elecciones primarias                     | No logró superar las elecciones primarias                     | No logró superar las elecciones primarias                     | No logró superar las elecciones primarias                     | No logró superar las elecciones primarias                     | Frente Liber.AR                                               |
|      | 1.47 %                                                        |                                                               |                                                               |                                                               |                                                               |                                                               |                                                               |                                                               |

#### Elecciones primarias
|  | 2.16 % |

|  | 100 % |

|  | 0.10 % |

|  | 55.88 % |

|  | 34.67 % |

|  | 23.33 % |

### Elecciones a Diputados Nacionales
|  | 1,47 % |

|  | 13,38 % |

|  | 18,90 % |

|  | 1,71 % |

|  | 4,96 % |

|  | 0 % |

### Elecciones al Senado
|  | 0 % |

|  | 20,86 % |

|  | 0 % |

|  | 0,75 % |

|  | 14,11 % |

|  | 0 % |

### Elecciones a Parlamentarios del Mercosur
|  | 1,93 % |

|  | 0 % |

|  | 0 % |

### Elecciones Provinciales
|  | 3,83 % |

|  | 46,18 % |

|  | 0,05 % |

|  | 0,16 % |

|  | 16,63 % |

|  | 3,32 % |

|  | 16,74 % |

|  | 20,40 % |

|  | 0,78 % |

|  | 1,20 % |

|  | 0 % |

|  | 13,91 % |

|  | 0,67 % |

|  | 19,91 % |

|  | 0,62 % |

|  | 30,92 % |

|  | 30,57 % |